# Урочище Балка Дурна

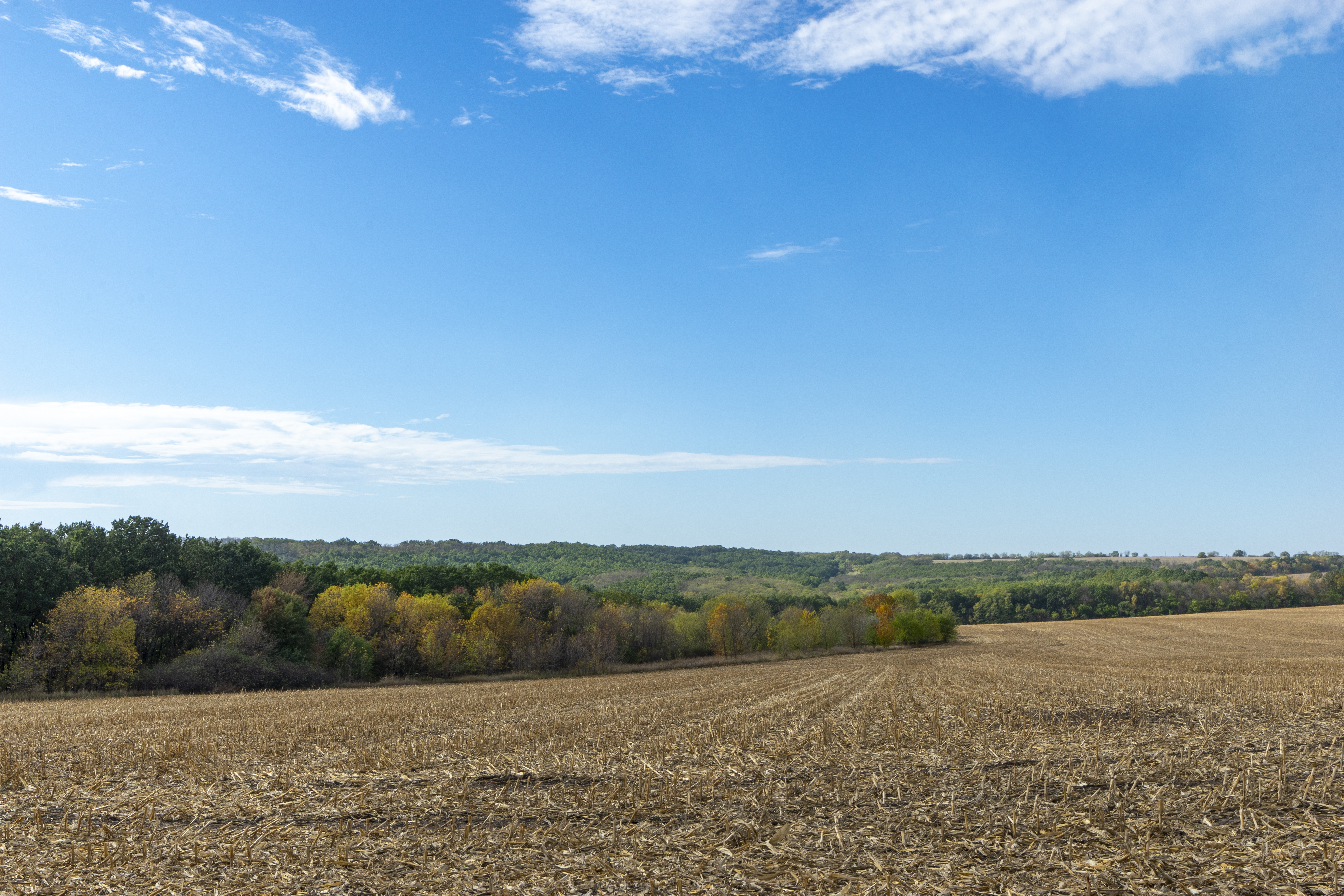

Урочище Балка Дурна — ботанічний заказник місцевого значення. Заказник розташований у Верхньодніпровському лісництву, кв. 18, 19 біля села Івашкове, Верхньодніпровського району Дніпропетровської області.
Площа заказника — 136,0 га, створений у 1977 році.
Балка Дурна належить до Бородаївської балкової системи і розташована у верхній її частині. Є ерозійно активною, через що тут інтенсивно утворюються яри та провалля. В другій половині XX століття для зупинення ерозії була засаджена лісом, здебільшого це білоакацієві деревостани. Але є ділянка насаджень сосни кримської на високих штучних терасах, які поросли рідкісними для даного регіону видами папоротей.